# Aroma Park, Illinois
Aroma Park là một làng thuộc quận Kankakee, tiểu bang Illinois, Hoa Kỳ. Năm 2010, dân số của làng này là 743 người.

## Dân số
Dân số qua các năm:
- Năm 2000: 821 người.
- Năm 2010: 743 người.